# The Bat (Kings Island)
Tha Bat in Kings Island (Mason, Ohio, USA) war eine Stahlachterbahn vom Modell Suspended Coaster des Herstellers Arrow Dynamics, die 1981 eröffnet wurde. Sie war der Prototyp der Suspended Coaster des Herstellers.
Aufgrund zahlreicher Probleme mit der Bahn, wurde sie bereits 1983 wieder geschlossen und ab 1984 abgerissen. Da die Schienen in den Kurven nicht geneigt waren, wurden die Schienen und die Stützen stark beansprucht. Die Bremsschwerter waren auf dem Boden der Wagen montiert, was dazu führte, dass die Räder beim Bremsen stark beansprucht wurden. Die Stoßdämpfer waren aufgrund der starken Schwingungen hohen Kräften ausgesetzt. Außerdem kam es zu Haarrissen in den Rädern und Wagen.
Arrow Dynamics optimierte das Suspended-Coaster-Modell und 1984 wurde in Six Flags AstroWorld mit XLR-8 ein Modell eröffnet, welches über zwei Jahrzehnte in Betrieb war.

## The Bat – Der zweite Versuch
Nachdem The Bat 1983 geschlossen worden war, wurde am 9. April 1993 ein neuer Suspended Coaster eröffnet, die heute ebenfalls The Bat lautet. Ursprünglich als Top Gun eröffnet, wurde sie 2008 in Flight Deck umbenannt und schließlich 2014 in The Bat.
Da die einzelnen Wagen während der Fahrt zur Seite ausschwingen und somit Objekten im Umfeld der Bahn sehr nahe kommen, soll ein Flug mit einem Kampfflugzeug nachgestellt werden. Eine Besonderheit von The Bat ist auch, dass diese nur einen Lifthill besitzt, im Gegensatz zu den meisten anderen Suspended Coaster des Herstellers, welche oft zwei Lifthills besitzen. Die Station stellt einen Flugzeugträger nach, die von John DeCuir, dem Designer des gleichnamigen Films Top Gun entworfen wurde. Es war der letzte Suspended Coaster der hergestellt wurde. The Bat ist der zweite Versuch von Kings Island einen Suspended Coaster zu bauen, nachdem es Probleme mit der 1981 eröffneten und bereits 1983 wieder geschlossenen ersten The Bat gab.

### Züge
The Bat besitzt zwei Züge von Arrow mit jeweils sieben Wagen. In jedem Wagen können vier Personen (zwei Reihen à zwei Personen) Platz nehmen. Die Fahrgäste müssen mindestens 1,22 m groß sein, um mitfahren zu dürfen.